# Pierre Gardel
Pierre Gabriel Gardel, född den 4 oktober 1758 i Nancy, död den 18 oktober 1840 i Paris, var en fransk dansör och balettmästare. Han var bror till Maximilian Gardel. 
Pierre Gardel var från 1774 solodansör vid Stora operan i Paris och nådde ett stort konstnärligt rykte under franska revolutionen. 1787 efterträdde han sin bror som balettmästare vid Stora operan och blev 1802 balettmästare hos Napoleon Bonaparte. Som dansör utmärkte sig Gardel framförallt i den mera seriösa stilen. Han komponerade ett stort antal baletter, av vilka flera uppfördes i Stockholm på Kungliga stora teatern, bland dem Mirza och Lindor, Alexis eller deserteuren, Paul och Virgine, Paris' tidsfördrif på berget Ida och framför allt den berömda Dansvurmen (Dansomanie).